# James Negus
James Negus (né le 22 février 1927 à Londres et mort le 22 février 2008) est un philatéliste et éditeur britannique.

## Biographie
Après avoir été étudiant en chimie et une courte carrière de fonctionnaire, James Negus se tourne vers l'édition auprès de maisons d'édition britannique.
Il a déjà publié des ouvrages d'auteurs philatéliques chez Heinemann quand il est engagé pour s'occuper des publications de l'éditeur Stanley Gibbons en 1975, autant numismatiques que philatéliques. En 1977, il est promu rédacteur du catalogue de timbres, référence des collectionneurs de timbres britanniques. Il le reprend sous la forme de vingt-et-un tomes. Cependant, en 1981, il est licencié lors d'un plan d'économie au sein de l'entreprise.
Auteur lui-même, Negus reprend la rédaction d'articles philatéliques pour le magazine Stamp World et d'ouvrages comme le catalogue spécialisé du type Machin, le Connoisseur Catalogue.
En tant que collectionneur, il est membre de nombreuses associations philatéliques du monde anglophone, ainsi que rédacteur et éditeur de leurs publications. Il s'est intéressé à la philatélie de la première moitié du XXe siècle de plusieurs pays du monde. Dans les années 1980, il se penche sur les souvenirs édités lors des expositions philatéliques britanniques.
En 2000, il cesse toute activité philatélique et vend ses collections philatéliques et bibliophiles. Il vit à Milford on Sea, dans le Hampshire, jusqu'à sa mort le 22 février 2008.
Ron Butler, président de la Royal Philatelic Society London dans les années 1970, l'a décrit comme le  « meilleur des biographes et [...] le plus compétent des chercheurs ».
Son frère, Ron Negus, est également un auteur philatélique.

## Œuvres
- Good Bibliographic Practice, compilation de quatre articles publiés dans The Philatelic Literature Review, American Philatelic Research Library, 1971[3].
- Philatelic Literature, Compilation Techniques and Reference Sources, Limassol, James Bendon, 1991.
- Introduction à Glenn Morgan, British Stamp Exhibitions: A Priced Catalogue of Sheets, Cards, and Labels, 1995. Catalogue de cotations des souvenirs d'expositions philatéliques britanniques.